# Moeder Gods Mariakerk (Hengelo)
De Moeder Gods Mariakerk ook wel Ito D'Yoldath Aloho Maryam genoemd is een Syrisch-Orthodox kerkgebouw in de wijk Groot Driene in Hengelo, Nederland. De kerk werd op 23 juni 1996 ingewijd en is een belangrijk religieus en cultureel centrum voor de Aramese gemeenschap in Twente.

## Geschiedenis
De geschiedenis van de kerk gaat terug tot de jaren zestig en zeventig van de twintigste eeuw, toen de eerste Syrisch-Orthodoxe gastarbeiders uit Tur Abdin (Zuidoost-Turkije) zich in Hengelo vestigden om te werken in de metaal- en textielindustrie. In 1977 werd het gebouw van de Mor Yuhanon kerk aan de Helmerstraat 1 aangekocht, inclusief de bijbehorende gemeenschapszaal.
Begin jaren negentig nam het aantal gelovigen fors toe, mede door migratie vanuit Syrië, Irak en Libanon. De gemeenschap groeide zodanig dat besloten werd tot de bouw van een nieuwe kerk. Op 23 juni 1996 werd de Moeder Gods Mariakerk officieel ingewijd door wijlen Mor Julius Yeshu Çiçek, aartsbisschop van Midden-Europa. In 1999 werd het naastgelegen schoolgebouw betrokken, waarin sindsdien de kerkschool, bibliotheek, gemeenschapszaal en Stichting Educare gevestigd zijn, die huiswerkbegeleiding biedt.

## Gemeenschap
De gemeenschap van de Mariakerk is voortgekomen uit de St. Johanneskerk. Sinds 11 oktober 2020 staat de kerk onder geestelijke leiding van priester Yuhanes BarSaliba, geboren op 11 mei 1984 in Göteborg, Zweden. Hij behoort tot de eerste generatie Europees-geboren priesters binnen de Syrisch-Orthodoxe Kerk. In Zweden was hij actief in het overkoepelend jongerenbestuur SOKU en betrokken bij overheidszaken met betrekking tot kerksubsidies.
Abuna Yuhanes volgde priester Gabriël Kaya op, die de gemeenschap 39 jaar had gediend. Kaya werd geboren in 1944 in Hah en diende sinds 1981 als pastoor van de St. Johanneskerk. Toen de gemeenschap te groot werd, verhuisde hij met circa 700 gezinnen naar de Moeder Gods Mariakerk. Hij overleed op 23 september 2021 in het bijzijn van zijn vrouw en kinderen.

## Heilige Maagd Maria
De kerk is gewijd aan de Heilige Maagd Maria. Volgens de leer van de Syrisch-Orthodoxe Kerk werd Maria geboren uit Joachim en Anna en gereinigd van erfzonde toen de Heilige Geest op haar neerdaalde. Zij wordt vereerd als 'Yoldath Aloho' (Moeder van God). Haar herdenkingsdag (Duchrono) valt jaarlijks op 15 augustus.